# Sceaux-du-Gâtinais
Sceaux-du-Gâtinais è un comune francese di 632 abitanti situato nel dipartimento del Loiret nella regione del Centro-Valle della Loira.

## Società

### Evoluzione demografica
Abitanti censiti